# Wolfgang Mader (Musiker)

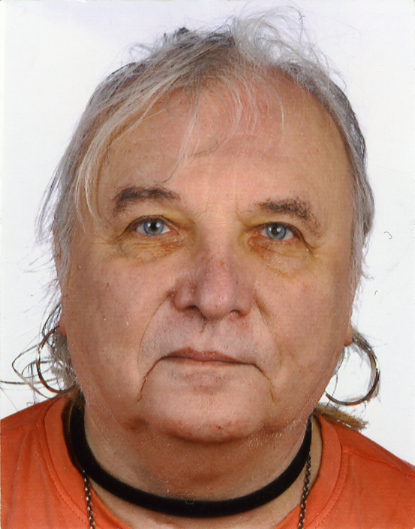
Wolfgang Mader 2021

Wolfgang Mader (* 16. Januar 1949 in Magdeburg) ist ein deutscher Jazz-Pianist und Komponist.

## Leben
Mader wurde 1949 in Magdeburg geboren. Von 1955 bis 1965 besuchte er eine Polytechnische Oberschule. Er wurde aus politischen Gründen nicht zur Erweiterten Oberschule zugelassen. Nach dem Schulabschluss begann er eine Lehre. Er verweigerte 1966 den Wehrdienst und setzte sich Repressalien aus. Im Jahr 1972 legte er schließlich das Abitur auf dem Zweiten Bildungsweg ab. Ab 1976 war er als freiberuflicher Pianist tätig. Von 1979 bis 1985 studierte er Klavier und Komposition an der Hochschule für Musik Franz Liszt Weimar. Seit 1979 arbeitete er als Musikpädagoge für Jazz-Piano am Konservatorium Georg Philipp Telemann in Magdeburg. Aufgrund staatskritischer Äußerungen und Aktivitäten wurde ihm 1987 die Staatsbürgerschaft aberkannt.
Seit 2003 ist er Dozent für Jazzpädagogik und Jazztheorie am Institut für Kirchenmusik der Theologischen Hochschule Friedensau. Zudem arbeitet er an der Musikschule Béla Bartók im Salzlandkreis. Mader ist seit 2006 Mitglied im Deutschen Komponistenverband und im Landesverband der Musikschulen Sachsen-Anhalt e. V.
Seine Bearbeitung Roumanian Folk Dance für Jazzquartett wurde 2001 anlässlich des 120. Geburtstages von Béla Bartók im ungarischen Fernsehen ausgestrahlt. Sein Musical Freundinnen (nach einer Idee und Textvorlagen von Anita Weichold) wurde 2005 und 2006 in Schönebeck aufgeführt.
Mit dem Saxophonisten Hajo Zimmermann gründete er 1995 das Jazzquartett Dharma; daneben leitet er sein eigenes Trio bzw. Quartett. In der Region ist er auch mit Solokonzerten, etwa anlässlich der Bundesgartenschau 1999 in Magdeburg, als Jazzmusiker in Erscheinung getreten. Seine aktuelle Band ist Lucia & Jazzband.

## Werke (Auswahl)
- Berührungen (1985) – ein Chanson-Wort-Programm
- Spuren (1986) – ein Jazz-Zyklus modaler Art
- Die Tageszeiten (1987) – Ballettduo anlässlich der Tage der Künste uraufgeführt
- Die Schneekönigin (1989) – Auftragswerk der Bühnen der Stadt Magdeburg, elektroakustische Bühnenmusik
- Medeas Kinder (1989) – Auftragswerk der Bühnen der Stadt Magdeburg, elektroakustische Bühnenmusik
- Im Duft der Gärten (1995) – vertonte Haiku-Gedichte, anlässlich des 5. internationalen Haiku-Kongresses komponiert und beim Kongress uraufgeführt
- Jazzverwandtes Trio (1997) – für Altblockflöte und Rhodes-Piano
- Ballade für Doreen (1997) – Jazz
- Hommage a Bartók (1998) – anlässlich der Namensgebung der Kreismusikschule mit dem Namen Béla Bartók
- Roumanian Folk Dance (2001) – Bearbeitung der rumänischen Volkstänze frei nach Bartóks Motiven für Jazzquartett, anlässlich des 120. Geburtstages im Budapester Vileda aufgeführt und im Budapester Fernsehen ausgestrahlt
- Das Redentiner Osterspiel (2002) – musikalisches Drama, am 31. März 2002 in Staßfurt uraufgeführt
- Konzert für Jazzquartett, Barockorchester und ein Gastsaxophon (2002) – in 3 Sätzen, mit der Gruppe „Up to date“ und der Schönebecker Kammerphilharmonie im Mai 2002 uraufgeführt
- Sonatine für Jazzband (2003) – Uraufführung in Szolnok und weitere Aufführungen in Budapest im April 2003
- Sonate für Cello, Violine und Klavier (2004) – der Medizinischen Hochschule Hannover gewidmet
- Ein Amerikaner in Paris (2004) – Bearbeitung der sinfonischen Dichtung für Jazz-Klavier Trio, am 19. Juni 2005 in Aschersleben im Bestehornhaus uraufgeführt
- Innovation (2004) – zeitgenössische Kammermusik
- Freundinnen (2005) – ein jugendgemäßes Musical nach einer Idee und Textvorlagen von Anita Weichold, Vorpremiere erfolgte am 3. Juni 2005 in Schönebeck
- Konzert für Jazzquartett und Barockorchester D – Major in 3 Sätzen (2005) – Hommage an D. Kabalewski
- Oh Happy Day (2006) – Arrangement für gemischten Chor, Klavier zu 12 Händen und Orchester
- Studie für K. (2006) – Klavier und Orchester, freie Tonalität
- Ehe im Kreis – Stummfilmmusik, live zum Filmablauf
- Hight Water (2007) – Uraufführung am 10. Februar 2007 durch Wolfgang-Mader-Quartett
- Mondanbeter (2007) – Uraufführung am 4. März 2007
- Wolles Blues (2007) – Uraufführung am 24. Januar 2007 durch die „Blue Admins“
- Emotion (2007) – Uraufführung am 3. März 2007
- makes hay baths evening the moon (2007) – Uraufführung am 13. Mai 2007 durch M. Rombosch, Klavier und die Mitteldeutsche Kammerphilharmonie Schönebeck
- Prayer (2007)
- Adios Nonino, Astor Piazzolla (2008) – arrangiert für Akkordeon-Quintett, Perkussionsensemble, Schülerband „Jazzys“ und Orchester
- Zwei kleine Episoden (2011) – für das Poulenc-Trio komponiert
- Waltz for a Pig (2011) – Jazz
- Studie für Flöte, Klavier und Streichorchester (2012)
- Funkimpressionen (2012) – Tuba, Violine, Saxophon, Bass, Schlagzeug, Klavier und Orchester
- My Decision (2012) – Gesang und Orchester
- Les Adieux (2013) – Konzert in 3 Sätzen
- Mini-Suite für Klavier und Orchester (2013)
- Studie für Flöten und Orchester (2013)
- Jazz’n Six of a White Cloud (2013)
- Vom Fliegen (21014) – Gärtner/Mader, Popsong
- Rainbow Colours (2014) – Komposition für Jazzband
- Becci und Emily (2014) – Klavier und Querflöte
- Träumerei im Mai (2016) – Klavier und Orchester
- Memories of Annett (2016) – funktionsfreie Harmonik, Klavier und Orchester
- Jazzverwandtes Trio (2017) – Komposition 1997, neu bearbeitet
- Im Duft der Gärten (2018) – Klaviersuite überarbeitet und neu eingespielt
- Einsamkeit (2019) – Komposition für Lucia & Jazzband
- Nightstreet (2019) – Komposition für Jazzband
- Sarah (2019) – Komposition für Jazzband
- Sommerblues (2019) – Komposition für Lucia & Jazzband
- Air (2019) – Arrangement für Jazzband
- Ballade für Doreen (2019) – Komposition für Jazzband
- Zwei Wege – Eine Freundschaft (2019) – Komposition für Klavier, Flöte und Orchester, gewidmet Kristina Richter
- Für Flo (2021) – Klavierstück

## Bücher
- Musiktheorie für Musikschulen (2016), ISBN 978-3-7431-2790-6
- Jazz-Klavierschule (2017), ISBN 978-3-7431-4970-0
- Musikschule im politischen Wandel (2018), ISBN 978-3-7460-9091-7
- Der Genozid aufgrund der sexuellen Orientierung in der DDR (2019), ISBN 978-3-7481-8268-9
- Baroque Play for Children (2021) – Arrangements für Jazzband (Klavier, Flöte, Bass, Schlagzeug), ISBN 978-3-7534-5809-0